# Befriedung Mokotóws

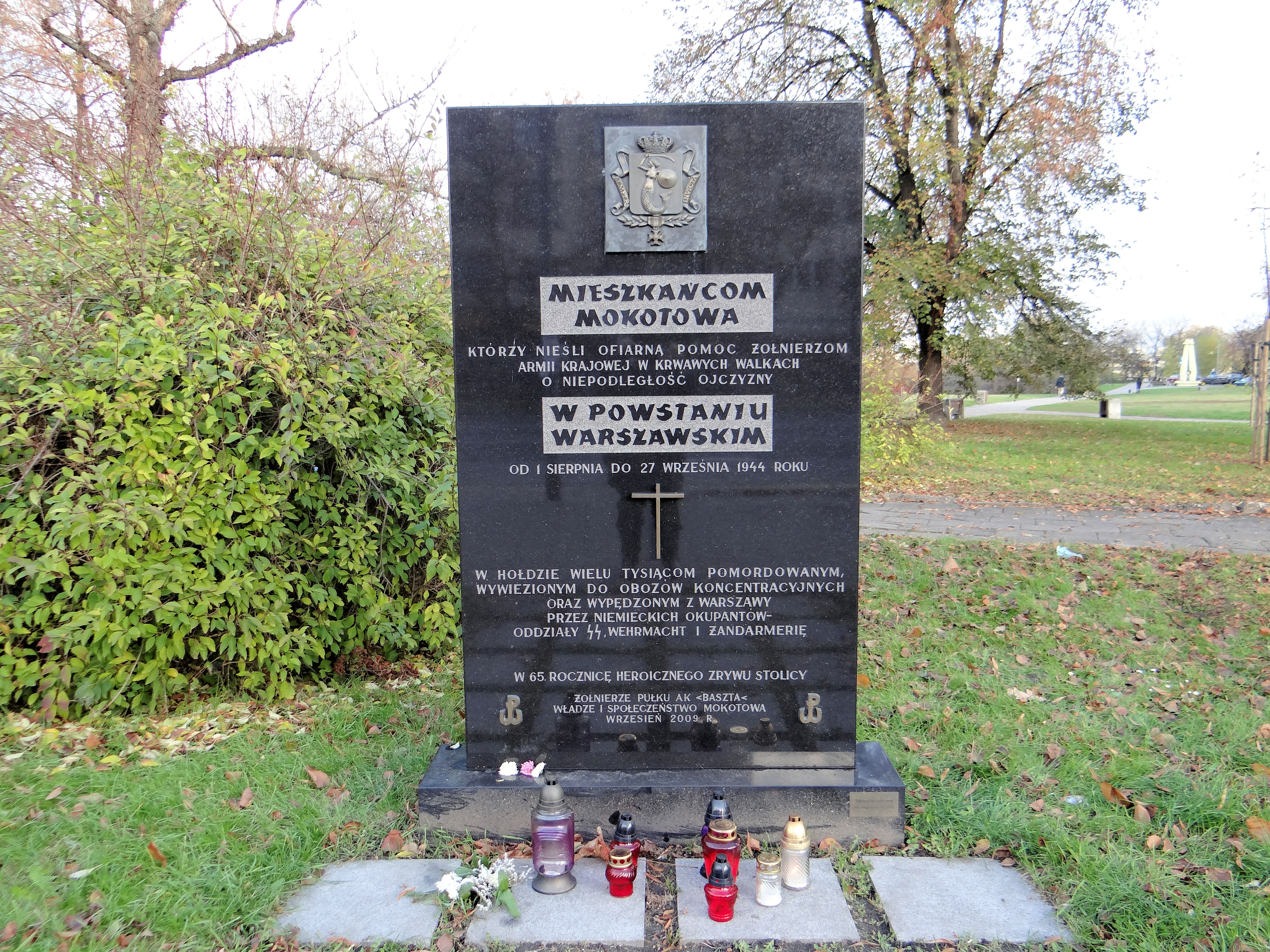
Die Gedenktafel an die von den Deutschen während des Warschauer Aufstandes ermordete und vertriebene Zivilbevölkerung von Mokotów

Die euphemistisch genannte Befriedung Mokotóws bestand aus einer Serie von Massenmorden, Rauben, Brandanschlägen und Vergewaltigungen, die 1944 während des Warschauer Aufstandes im Warschauer Stadtbezirk Mokotów stattfanden. Die Verbrechen gegen Kriegsgefangene und Zivilbevölkerung des Stadtbezirks wurden von den Deutschen Besatzern bis zur Kapitulation von Mokotów am 27. September 1944 begangen, hatten jedoch in den ersten Tagen des Aufstandes die höchste Intensität.

## Deutsche Verbrechen am ersten Tag des Aufstandes
Am 1. August 1944 um 17:00 Uhr (sogenannte Stunde „W“) griffen Soldaten der polnischen Heimatarmee (polnisch Armia Krajowa, kurz AK) die deutschen Gebäude in allen Stadtteilen des besetzten Warschau an. Die Abteilungen des V. Distrikts „Mokotów“ der AK (poln. Obwód V AK „Mokotów“) erlitten an diesem Tag während der gescheiterten Angriffe auf stark befestigte Widerstandspunkte in der Rakowiecka-Straße und der Puławska-Straße schwere Verluste. Die Aufständischen konnten viele andere Angriffsziele nicht erreichen: u. a. die Kasernen in den Schulen in der Kazimierzowska-Straße und der Woronicza-Straße, das Fort Mokotów und die Pferderennbahn Służewiec. Infolge dieser Niederlage zog sich ein bedeutender Teil des V. Distrikts in den Kabaty-Wald zurück. Fünf Kompanien des Regiments „Baszta“ unter der Leitung von Oberstleutnant Stanisław Kamiński (Deckname Daniel) besetzten Wohnblocks, die in den Straßen Odyńca–Goszczyńskiego–Puławska–Aleja Niepodległości standen und ein Viereck formten. In den folgenden Tagen gelang es jedoch den Aufständischen, neue Gebiete zu besetzen und ein starkes Widerstandszentrum in Górny Mokotów zu organisieren.
Bereits in der Nacht vom 1. zum 2. August 1944 begingen die Einheiten der SS, der Polizei und der Wehrmacht eine Serie von Kriegsverbrechen in Mokotów. Die gefangen genommenen Aufständischen wurden ebenso wie die Verletzten erschossen. Die Deutschen interessierte es nicht, dass die Soldaten der AK den Kampf offen führten und sich selbst als Kombattanten sahen, und damit gemäß der Haager Konvention kämpften. Unter anderem wurden alle polnischen Soldaten beim Angriff auf die deutschen Widerstandsnester in der Rakowiecka-Straße und einige Dutzend Kriegsgefangene vom Bataillon der AK „Karpaty“ ermordet, das die Pferdebahn in Służewiec attackiert hatte. Die Deutschen erschossen auch mindestens 19 Verletzte und gefangene Aufständische vom Bataillon der AK „Olza“, das beim Angriff auf das Fort Mokotów zurückgeschlagen wurde. Einige Opfer wurden lebendig begraben, was die Ergebnisse der 1945 durchgeführten Exhumierung bestätigten.
In dieser Nacht fanden auch die ersten Morde an der Zivilbevölkerung des Mokotów statt. Nach der Abwehr des polnischen Angriffs trieben die Soldaten der Luftwaffe der Fliegerhorst-Kommandantur Warschau-Okęcie (poln. Dowództwo lotniska wojskowego Okęcie) fast 500 Zivilisten ins Fort Mokotów. Die Vertreibungen wurden von willkürlichen Hinrichtungen begleitet. Viele Bewohner der Bachmacka-Straße, der Baboszewska-Straße und der Syryńska-Straße wurden ermordet. Aus einem Haus in der Racławicka-Straße 97 trieben die Deutschen etwa 14 Bewohner in einen Keller und töteten sie durch eine Granate. Morde an Kriegsgefangenen und der Zivilbevölkerung wurden auf Befehl des Führers der Garnison Okęcie, General Doerfler, ausgeführt.

## Hitlers Befehl zur Zerstörung Warschaus und die Ausführung des Befehls in Mokotów
Nach der Nachricht vom Aufstand gab Adolf Hitler dem Reichsführer der SS, Heinrich Himmler, und dem Chef des Generalstabes des Oberkommandos des Heeres (OKH), General Heinz Guderian, den mündlichen Befehl, Warschau dem Erdboden gleichzumachen und alle seine Bewohner zu ermorden. Laut dem Bericht von SS-Obergruppenführer Erich von dem Bach-Zelewski, der zum Kommandeur der Kräfte zur Befriedung Warschaus ernannt wurde, lautete der Befehl: „Jeder Bewohner muss ermordet werden, es dürfen keine Kriegsgefangenen gemacht werden. Warschau ist dem Erdboden gleichzumachen und somit wird ein erschreckendes Beispiel für ganz Europa erstellt werden.“ Hitlers Befehl, Warschau zu zerstören, erhielten auch die Befehlshaber der deutschen Garnison in Warschau. SS- und Polizeiführer im Bezirk Warschau, Paul Otto Geibel, bezeugte nach dem Krieg, dass Himmler ihn am Abend des 1. August telefonisch anwies: „Erschießen Sie Zehntausende.“ Am 2. August befahl der Stadtkommandant von Warschau, General Rainer Stahel, den ihm untergeordneten Einheiten der Wehrmacht, alle des echten oder potentiellen Aufstandes verdächtigten Männer zu ermorden und Zivilisten als Geiseln (einschließlich Frauen und Kinder) zu nehmen.
Mokotów war in dieser Zeit von starken deutschen Einheiten besetzt, u. a. dem SS-Panzergrenadier-Ersatz-Bataillon 3 in der Kaserne an der Rakowiecka-Straße (SS-Stauferkaserne), den Batterien der Fliegerabwehr in der Pole Mokotowskie, den Einheiten der Luftwaffe im Fort Mokotów, der Flakkaserne an der Puławska-Straße und der Einheit der Gendarmerie im Gebäude des Hauptquartiers im Bezirk Warschau an der Dworkowa-Straße. Trotzdem brachte die Umsetzung des Hitler-Vernichtungsbefehls in Mokotów nicht so tragische Ausmaße wie in den Stadtbezirken Wola, Ochota oder Śródmieście Południowe. Mokotów galt als Randbezirk, daher führten die Deutschen lange Zeit keine größeren Offensivaktionen durch. Innerhalb ihres Machtbereichs ermordeten die deutschen Einheiten massiv polnische Zivilisten, gleichzeitig benahmen sie sich passiv gegenüber den Aufständischen. Es wurden Häuser verbrannt, Raube begangen und Frauen vergewaltigt. Die Überlebenden wurden aus den Häusern vertrieben und in das Durchgangslager 121 Pruszków gebracht, von wo aus viele Menschen in die Konzentrationslager oder zur Zwangsarbeit ins Dritte Reich deportiert wurden.

### Massaker im Mokotów-Gefängnis

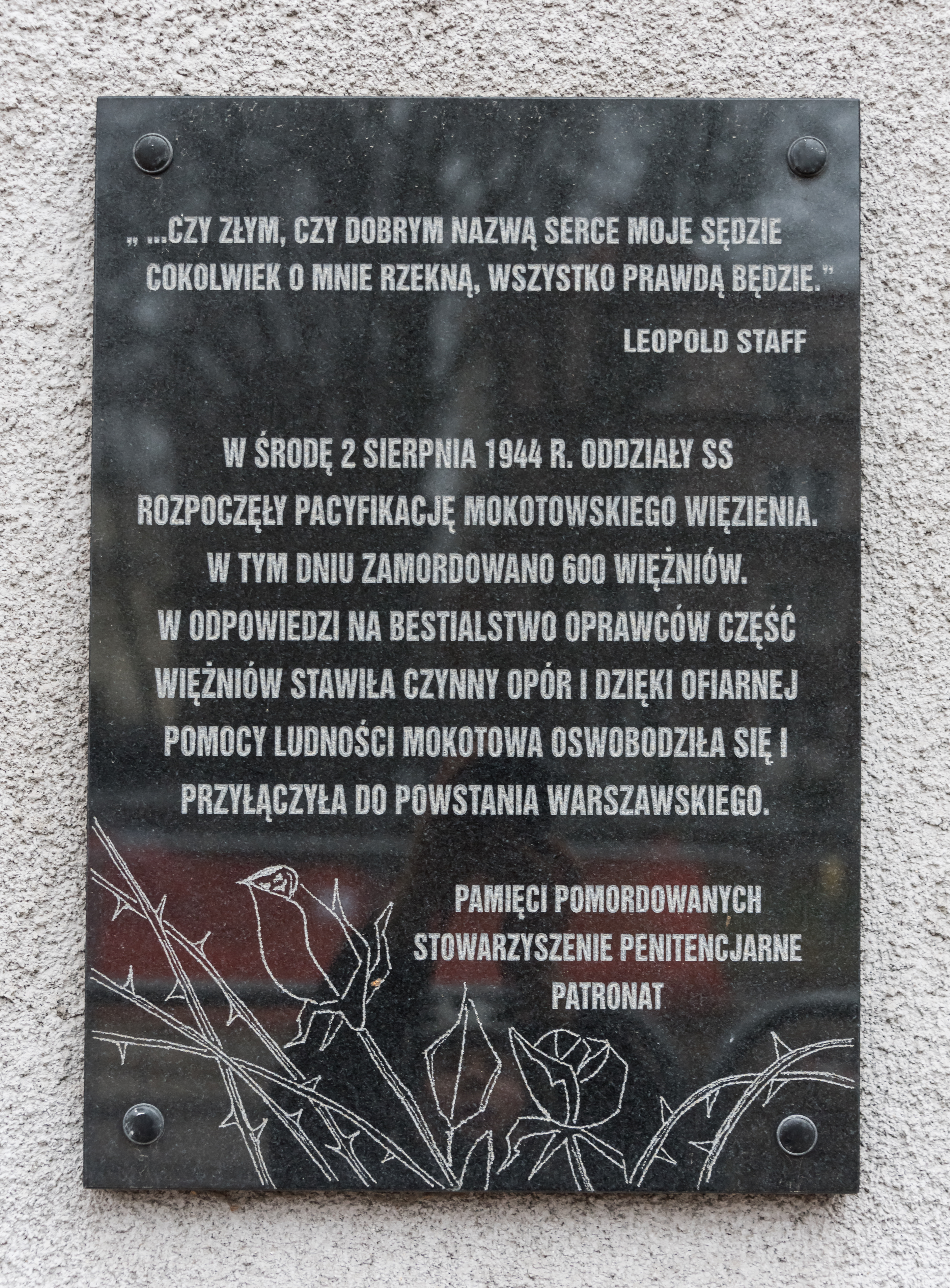
Gedenktafel an der Wand des Mokotów-Gefängnisses

Zum Zeitpunkt des Ausbruchs des Aufstandes im Mokotów-Gefängnis in der Rakowiecka-Straße 37 befanden sich 794 Gefangene, darunter 41 Minderjährige. Am 1. August wurde diese Anstalt von den Soldaten der Heimatarmee angegriffen: Sie fielen ins Gefängnis ein und übernahmen das Verwaltungsgebäude, waren aber nicht in der Lage, die Strafvollzugsanstalten zu erreichen.
Am 2. August wurde der stellvertretende Direktor des Mokotów-Gefängnisses, der Justizinspektor Kirchner, in die naheliegende SS-Kaserne an der Rakowiecka-Straße 4 gerufen. Dort erklärte ihm der SS-Obersturmführer Martin Patz, der Kommandeur des SS-Panzergrenadier-Ersatz-Bataillons 3, dass der General Reiner Stahel die Liquidierung aller Gefangenen angeordnet habe. Diese Entscheidung wurde auch vom SS- und Polizeiführer Warschau, SS-Oberführer Paul Otto Geibel, bestätigt, der dazu die Hinrichtung der polnischen Wachen befahl. Kirchner entwarf das Übernahmeprotokoll, indem er Patz alle Gefangenen von der Gefängnisanlage übergab. Am selben Nachmittag betrat eine SS-Einheit das Gefängnis. Fast 60 Gefangene wurden gezwungen, drei Massengräber im Gefängnishof auszuheben, dann wurden sie mit Maschinengewehren erschossen. Danach begannen die Deutschen, die übrigen Gefangenen aus den Gefängniszellen herauszuziehen. Sie stellten ihre Opfer an die Gräber und ermordeten sie. In der mehrstündigen Hinrichtung kamen über 600 Gefangene des Mokotów-Gefängnisses ums Leben.
Von den Fenstern der Gefängniszellen aus beobachteten die Polen das Gemetzel im Gefängnishof und verstanden, dass der Tod auf sie wartete und sie nichts zu verlieren hatten. Die Gefangenen aus den Abteilungen Nr. 6 und Nr. 7 im zweiten Stock entschieden sich für einen verzweifelten Schritt und griffen die Wachen an. Während der Nacht und mit Hilfe der Bewohner der naheliegenden Häuser entkamen von 200 bis 300 Gefangene und gelangten in ein von den Aufständischen kontrolliertes Gebiet.

### Massaker im Jesuitenkloster an der Rakowiecka-Straße

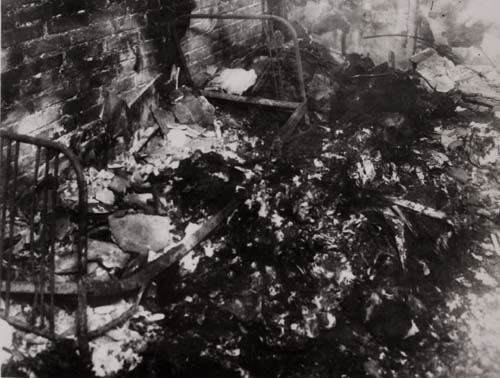
Jesuitenkloster in Mokotów – Ort des Massakers (2. August 1944)

Am ersten Tag des Aufstands wurde das Haus der Schriftsteller der Gesellschaft Jesu in der Rakowiecka-Straße 61 nicht in die Kämpfe einbezogen. Im Kloster versteckten sich jedoch ein Dutzend Zivilisten, die aufgrund der Erschießungen nicht nach Hause zurückkehren konnten. Am Morgen des 2. August wurde das Haus der Schriftsteller von deutschen Flugabwehrgeschützen aus dem nahe gelegenen Pole Mokotowskie beschossen und bald stürmte eine 20-köpfige SS-Einheit das Haus – höchstwahrscheinlich aus der Stauferkaserne. SS-Männer hatten den Polen vorgeworfen, dass aus dem Gebäude, wo die Polen waren, deutsche Soldaten beschossen worden seien. Nach einer flüchtigen Suche, die zu keinen Anhaltspunkten für diese Vorwürfe führte, führten die Deutschen den Abt des Klosters, Pater Superior Edward Kosibowicz, aus dem Gebäude ab – angeblich für zusätzliche Vernehmungen im Hauptquartier. Pater Edward Kosibowicz wurde durch einen Schuss in den Hinterkopf im Pole Mokotowskie ermordet.
Nach einiger Zeit wurden die übrigen Polen in einem kleinen Raum im Keller des Klosters zusammengedrängt, in den Handgranaten geworfen und in den mehrere Stunden hinein geschossen wurde. Über 40 Personen fielen dem Massaker zum Opfer – darunter 8 Priester und 8 Brüder der Gesellschaft Jesu. Die Leichen der Ermordeten wurden mit Benzin übergossen und angezündet. Vierzehn Personen (meist verletzt) überlebten: Sie kamen aus den Leichenhaufen heraus und konnten aus dem Kloster fliehen.

### Ermordung der Zivilbevölkerung

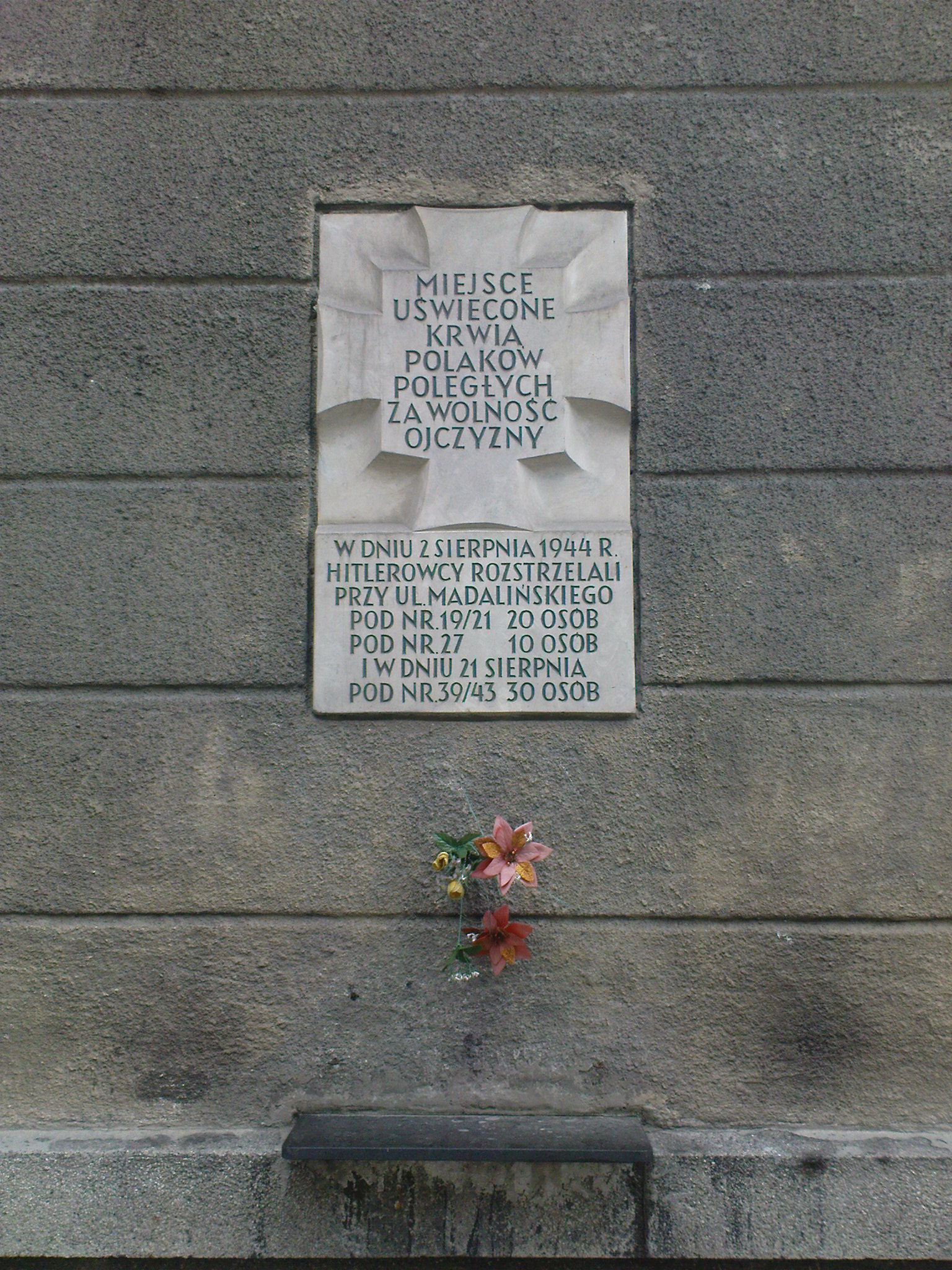
Gedenktafel an die ermordeten Bewohner der Madalińskiego-Straße

In den ersten Tagen des August hatten deutsche Einheiten in Mokotów – sowohl die Einheiten der SS, der Polizei als auch der Wehrmacht – wiederholt Aktionen unternommen, um die polnische Zivilbevölkerung durch Terror einzuschüchtern. Diese Aktionen wurden in der Regel von Hinrichtungen und Anzünden von Häusern begleitet. Bereits am 2. August gingen die SS-Männer aus der Kaserne in der Rakowiecka-Straße in die Madalińskiego-Straße, wo sie begannen, Zivilisten zu ermorden. Mindestens einige Dutzend Bewohner der Häuser Nr. 18, 20, 19/21, 22, 23 und 25 (meistens Männer) wurden erschossen. Auch wurden sechs Bewohner des Hauses in der Kazimierzowska-Straße 76 (darunter 3 Frauen und ein Säugling) ermordet. Im Haus in der Madalińskiego-Straße 27 sperrten die Deutschen zehn Männer in einer kleinen Schreinerei ein und verbrannten sie bei lebendigem Leibe.

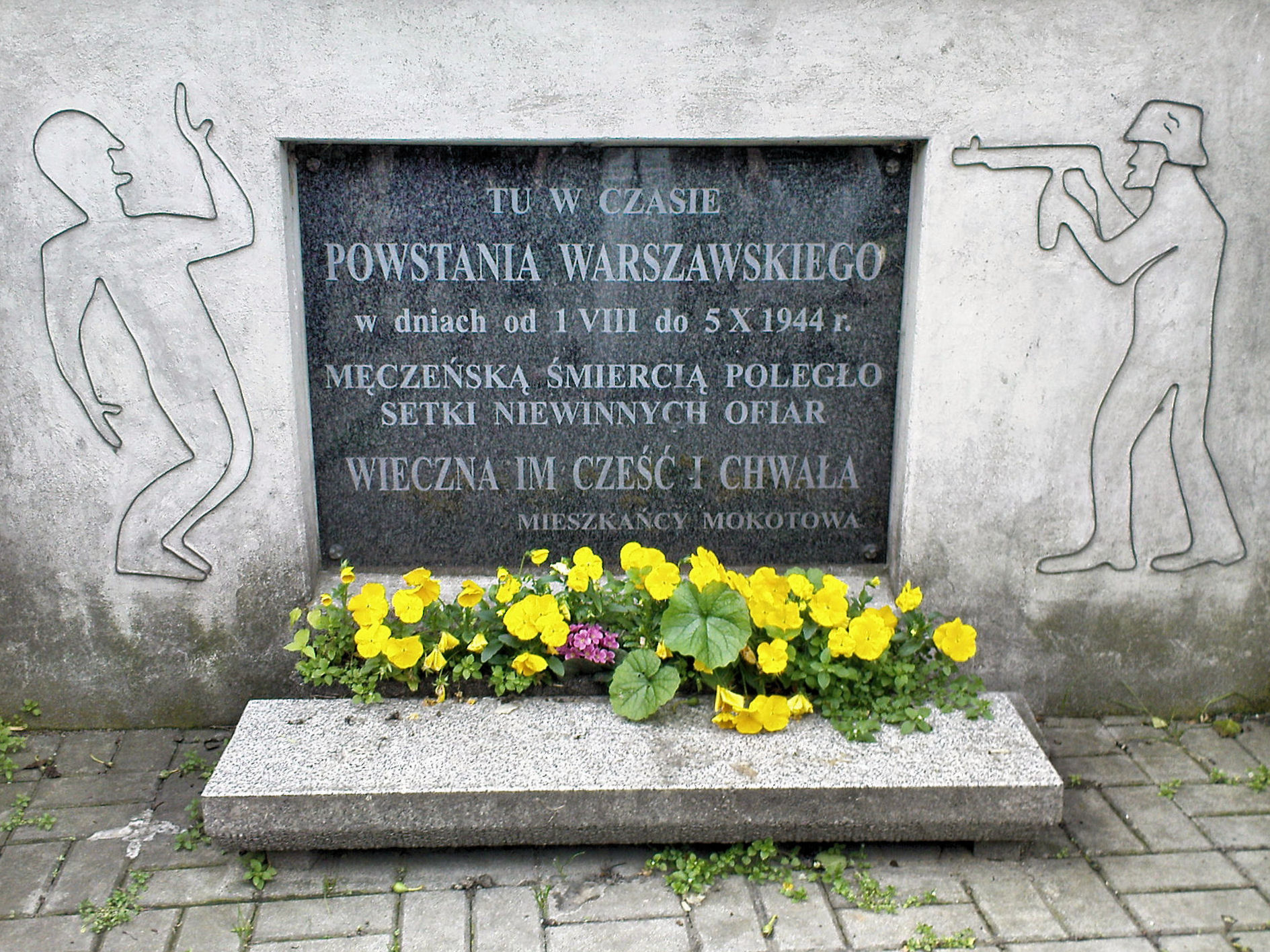
Gedenktafel an die Opfer der Hinrichtungen in der Dworkowa-Straße

Am 3. August, nachdem der SS-Oberführer Geibel mit einigen Panzern die Polizei-Abteilung aus dem Hauptquartier in der Dworkowa-Straße verstärkt hatte, befahl er die Durchführung der Ermordung von Zivilisten in der Gegend der Puławska-Straße. Die Polizei unter der Leitung von Oberleutnant Karl Lipscher machte einen Vorstoß entlang der Puławska-Straße Richtung Süden. In der Szustra-Straße (heute Ulica Jarosława Dąbrowskiego) erschossen die Polizisten etwa 40 Bewohner der Häuser Nr. 1 und 3. Dann erreichten sie die Boryszewska-Straße und schossen auf die fliehende Zivilbevölkerung, deren Leichen die Puławska-Straße und ihre Querstraßen bedeckten. An diesem Tag wurden die meisten Bewohner der Häuser, die ein Viereck entlang den Straßen Puławska–Belgijska–Boryszewska–Wygoda formten, ermordet. Mindestens 108 Bewohner der Häuser in der Puławska-Straße Nr. 69, 71 und 73/75 und mehrere Dutzend Bewohner der Häuser in der Belgijska-Straße kamen ums Leben. Unter den Ermordeten waren viele Frauen und Kinder. Wiederum brachten die Deutschen und ihre ukrainischen kollaborierenden Einheiten aus den Häusern in der Puławska-Straße 49 und 51 über 150 Menschen heraus – meist Frauen und Kinder. Die Häftlinge wurden zu dritt gestellt und zum Hauptquartier der Polizei in der Dworkowa-Straße geführt. Als die Gefangenen den Rand der Böschung und die Treppen, die zur Belwederska-Straße führten (heute der Park Morskie Oko) erreichten, entfernten die Deutschen den Stacheldraht und deuteten an, dass sie es Zivilisten erlauben, in die von den Aufständischen kontrollierten Gebiete überzuwechseln. Ein Teil der Gruppe war die Stufen heruntergegangen, als die Polizisten unerwartet das Feuer mit Maschinengewehren eröffneten. Etwa 80 Menschen starben, darunter viele Kinder. Bei der Hinrichtung zeichnete sich der in der Polizei dienende Volksdeutsche Edward Malicki (alias Maliszewski) durch besondere Rücksichtslosigkeit aus. Im Haus in der Bukowińska-Straße 25 ermordeten deutsche Luftwaffenangehörige an diesem Tag 10 bis 13 Menschen.

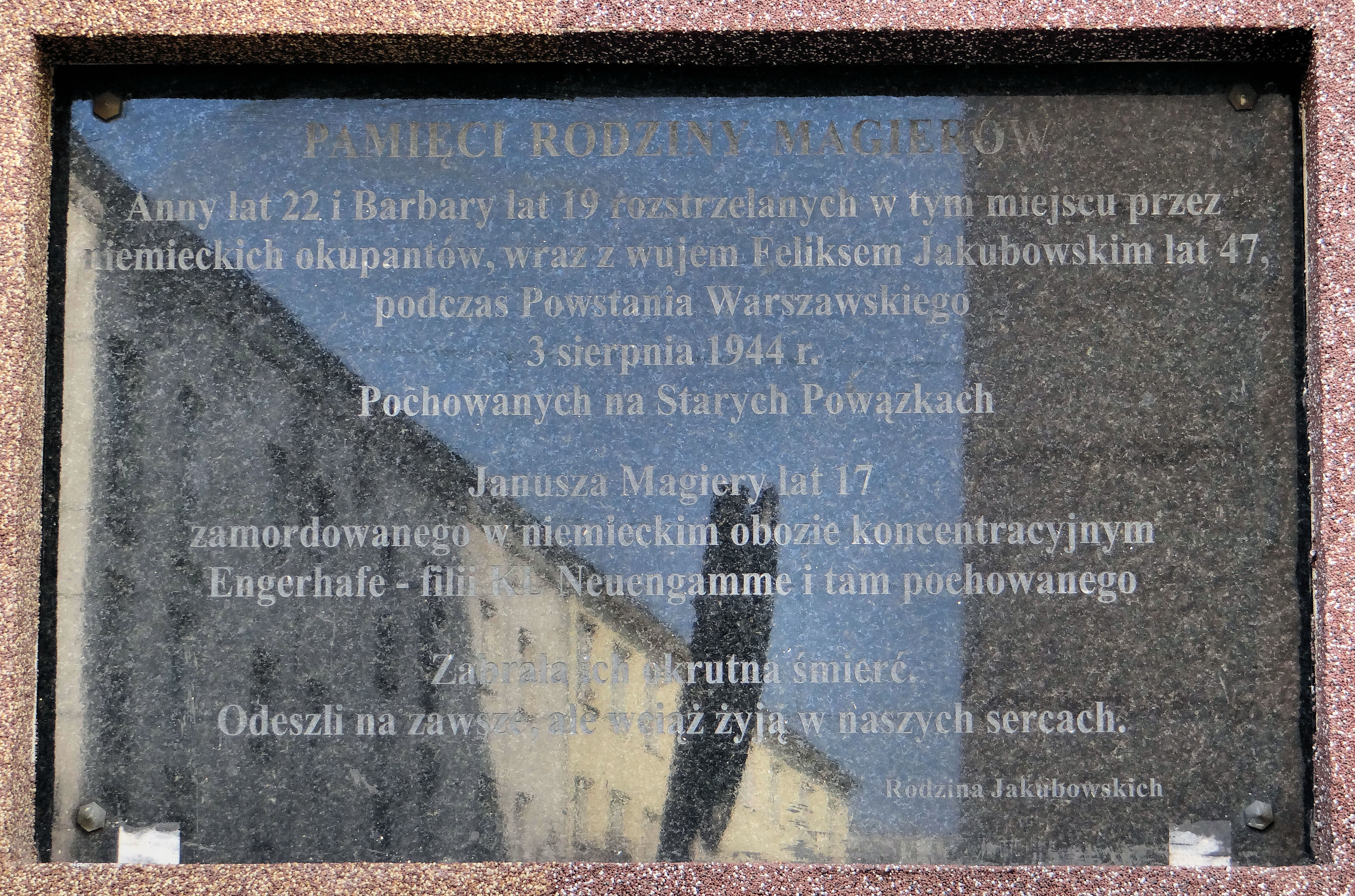
Gedenktafel an Mitglieder der Familie Magier, die in der Puławska-Straße hingerichtet wurden

Am Morgen des 4. August scheiterte ein Angriff der zwei Kompanien des Regiments „Baszta“ auf den Sitz der Polizei in der Dworkowa-Straße. Nachdem die Aufständischen zurückgeschlagen worden waren, beschlossen die Deutschen, sich an der Zivilbevölkerung zu rächen. Polizisten aus Dworkowa, die von einer Einheit ukrainischer Kollaborateure aus der Schule in der Pogodna-Straße unterstützt wurden, umstellten die kleine Olesińska-Straße (gegenüber dem Sitz der Polizei). Mehrere hundert Bewohner der Häuser Nr. 5 und 7 wurden in die Keller getrieben und mit Handgranaten ermordet. Die Keller wurden zu Massengräbern und die Menschen, die zu entkommen versuchten, wurden durch Maschinengewehrfeuer ermordet. Dem Massaker fielen 100 bis 200 Menschen zum Opfer. Es war eines der größten deutschen Verbrechen, die während des Warschauer Aufstandes in Mokotów begangen wurden.
Am 4. August wurde auch die Umgebung der Rakowiecka-Straße geräumt. SS-Männer aus der Stauferkaserne und Flieger aus der Flakkaserne in der Puławska-Straße stürmten in die Häuser, warfen Handgranaten und erschossen die Menschen, die sie antrafen. Etwa 30 Bewohner der Häuser in der Rakowiecka-Straße 5, 9 und 15 und mindestens 20 Bewohner der Häuser in der Sandomierska-Straße 19/21 und 23 wurden ermordet. Die Luftwaffensoldaten ließen zwei verletzte Frauen in einem brennenden Haus zurück, in dem sie umkamen.
Eine Serie von Verbrechen gegen die Bevölkerung des Mokotów begingen die Deutschen auch am 5. August. Am Abend wurden die Häuser, die zwischen den Straßen Puławska, Skolimowska und Chocimska und dem Markt Mokotów einen „geschlossenen“ Bereich formten, von SS-Männern und Polizisten aus dem Sitz der Sicherheitspolizei in der Aleja Szucha umstellt. Sie ermordeten etwa 100 Bewohner der Häuser in der Skolimowska-Straße 3 und 5 und etwa 80 Bewohner des Hauses in der Puławska-Straße 11. Unter den Opfern befanden sich eine Reihe Aufständischer, die sich dort versteckt hatten, darunter Kapitän Leon Światopełk-Mirski (Deckname Leon) – Kommandant des III. Bezirks im V. Distrikt der Heimatarmee „Mokotów“ (pol. III Rejon w Obwodzie V AK „Mokotów“). Die Leichen der Hingerichteten wurden mit Benzin übergossen und verbrannt. Am selben Tag ermordeten deutsche Luftwaffensoldaten auch 10 bis 15 Menschen in einem Schutzraum in der Bukowińska-Straße 6.
In den folgenden Tagen setzten die Deutschen weiterhin die Häuser in Brand und vertrieben die Menschen aus den von ihnen kontrollierten Teilen des Mokotów. Es gab auch Fälle, in denen Zivilisten erschossen wurden. Am 11. August wurden etwa 20 Bewohner des Mietshauses in der Aleja Niepodległości 132/136 (darunter einige Frauen) ermordet. Am 21. August wurden etwa 30 Bewohner des Hauses in der Madalińskiego-Straße 39/43 ermordet und am nächsten Tag 7 Bewohner des Hauses in der Kielecka-Straße 29A. Einige Berichte gaben an, dass zwischen August und September 1944 in der Umgebung von Kleingärten in der Rakowiecka-Straße fast 60 Zivilisten von den Deutschen erschossen wurden – darunter Frauen, alte Menschen und Kinder.

### Verbrechen in der Stauferkaserne

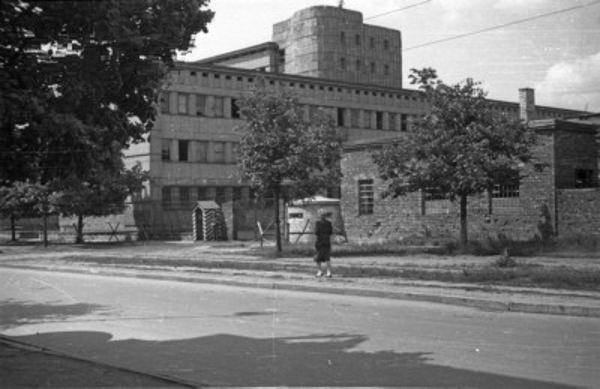
Die Stauferkaserne – Blick von der ulica Rakowiecka an der Ecke der Kazimierzowska-Straße

## „Befriedung“ der Siedlung Sadyba
Die Siedlung Sadyba wurde ab 19. August von den Einheiten der polnischen Heimatarmee aus dem Chojnowski-Wald (Lasy Chojnowskie) besetzt und dort wurden die Posten der Aufständischen in Dolny Mokotów unterstützt. General Günther Rohr, der die deutschen Kräfte im südlichen Stadtteilen Warschaus anführte, erhielt von SS-Obergruppenführer Bach die Aufgabe, die Siedlung zu erobern. Das sollte der erste Schritt auf dem Weg zur Abwehr der Aufständischen vom Weichselufer sein. Ab 29. August griffen deutsche Einheiten Sadyba an. Die Siedlung wurde von der deutschen Luftwaffe intensiv bombardiert und mit schwerer Artillerie beschossen. Am 2. September gelang es Rohrs Einheiten, von mehreren Seiten anzugreifen und Sadyba vollständig zu besetzen. Etwa 200 Verteidiger kamen ums Leben. Nur wenige Soldaten der Heimatarmee konnten sich in ein von den Aufständischen kontrolliertes Gebiet in Mokotów zurückziehen.
Nach der Besetzung der Sadyba ermordeten die Deutschen alle inhaftierten Aufständischen. Die Verletzten wurden ebenfalls getötet. Es gab eine Serie von Verbrechen gegen Zivilisten. Die deutschen Soldaten – vor allem Mitglieder der Bodentruppe der Luftwaffe – warfen Handgranaten in Keller, in denen sich die Zivilisten versteckten, und führten Hinrichtungen durch, deren Opfer nicht nur die jungen Männer waren, die der Beteiligung an dem Aufstand verdächtigt wurden, sondern auch Frauen, alte Menschen und Kinder. In einem der Massengräber wurden später die Leichen von acht nackten Frauen gefunden, deren Hände mit Stacheldraht gefesselt waren. Nach dem Zusammenbruch der Sadyba wurden u. a. mindestens 80 Bewohner der Straßen Podhalańska, Klarysewska und Chochołowska ermordet. Eines der Opfer des Massakers war Józef Grudziński – Aktivist der Volksbewegung und stellvertretender Vorsitzender des Rats der nationalen Einheit (poln. Rada Jedności Narodowej). Laut der Aussagen der Zeugen sollten sich die deutschen Soldaten, die Bewohner der Sadyba ermordeten, auf die Befehle der Führung beziehen, die die Liquidierung aller Bewohner Warschaus vorsahen.
Nach der vollständigen Besetzung der Sadyba verjagten die Deutschen mehrere Tausend überlebende Zivilisten ins Gebiet des Fort Piłsudskiego. Dort rettete sie die Intervention eines deutschen Generals vor der Hinrichtung. Wahrscheinlich war das der SS-Obergruppenführer Bach, der an diesem Tag in sein Tagebuch schrieb, dass er „zu den Gefangenen und Zivilisten“ gefahren sei und „eine feurige Rede“ gehalten habe, in der er ihnen das Leben garantierte. Dennoch wurden einige junge Männer, die verdächtigt wurden, an dem Aufstand teilgenommen zu haben, im Fort ermordet.

## Zusammenbruch Mokotóws

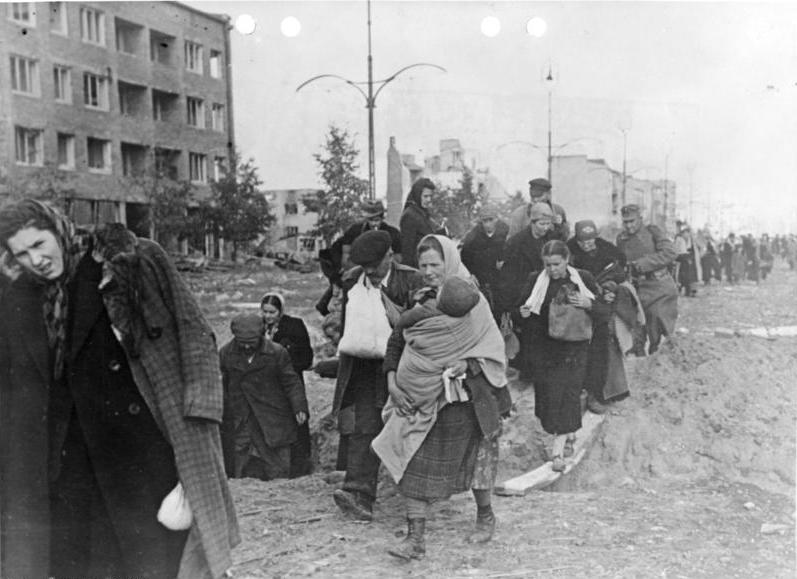
Vertreibung von Zivilisten aus Mokotów

Am 24. September 1944 starteten die deutschen Einheiten einen Generalangriff auf Górny Mokotów. Nach vier Tagen brach der Widerstand zusammen. Wie in anderen Warschauer Stadtteilen, ermordeten die Deutschen in den eroberten Krankenhäusern die Verletzten und das medizinische Personal. Am 26. August wurden im Krankenhaus in der Czeczota-Straße 17 und im Verbandsplatz in der Czeczota-Straße 19 die Verletzten erschossen oder bei lebendigem Leib verbrannt. Am selben Tag erschossen die Deutschen im Krankenhaus in der Aleja Niepodległości 117/119 die Sanitäterin Ewa Matuszewska (Deckname Mewa) und ermordeten eine unbekannte Anzahl an Verwundeten mit Handgranaten. Nach der Kapitulation von Mokotów (am 27. September) garantierte der SS-Obergruppenführer Bach den gefangenen Aufständischen das Leben. Dennoch ermordeten die Deutschen eine unbestimmte Anzahl schwer verwundeter Polen, die im Keller der Häuser in der Szustra-Straße (zwischen den Straßen Bałuckiego und Puławska) waren oder im Krankenhaus in der Puławska-Straße 91 lagen – dort wurden über 20 Menschen getötet.
Die Deutschen vertrieben die Bewohner des Mokotów, plünderten und zündeten ihre Häuser an. Über 70 der Teilnahme am Aufstand verdächtigte Männer wurden in der Kazimierzowska-Straße erschossen. Nach der Schlacht versammelten die Deutschen auf dem Gelände der Pferderennbahn in Służewiec die verletzten Aufständischen und Zivilisten und transportierten sie anschließend ins Durchgangslager in Pruszków ab.

## Hinrichtung in der Dworkowa Straße

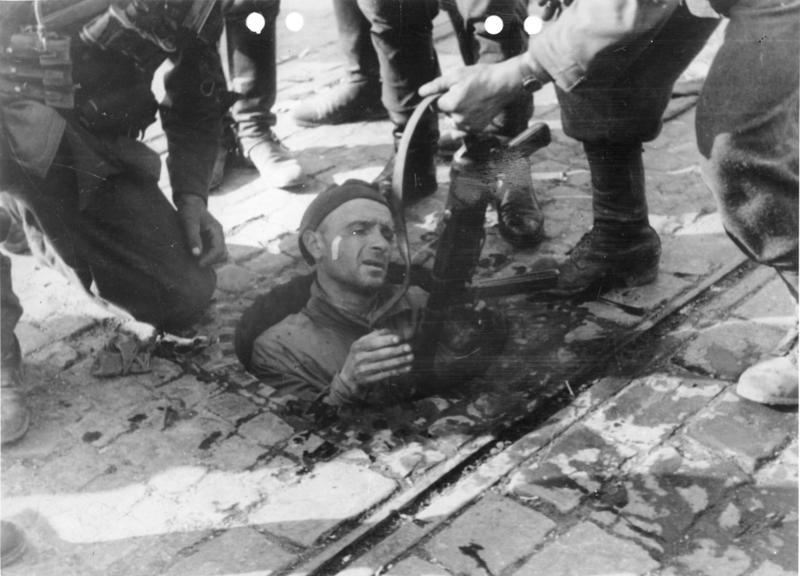
Ein Aufständischer wird in der Nähe der Dworkowa-Straße gefangen genommen

Nach einigen Tagen der deutschen Angriffe wurde klar, dass der Zusammenbruch des Stadtviertels unvermeidlich war. Am Abend des 26. September begannen die Einheiten der 10. Division der Bodentruppe der Heimatarmee (10. Dywizja Piechoty AK) auf Befehl des Verteidigungskommandeurs von Mokotów, Oberleutnants Józef Rokicki (Deckname Daniel), die Evakuierung über das Kanalsystem in den Stadtbezirk Śródmieście, der noch in polnischen Händen war.
Die Evakuierung war chaotisch und einige Aufständische verirrten sich in den Kanälen. Nach Stunden kamen sie versehentlich auf dem von den Deutschen besetzten Gebiet ins Freie. Die inhaftierten Aufständischen und Zivilisten wurden zum Hauptquartier der Gendarmerie in der Dworkowa-Straße geführt. Die Deutschen trennten die Zivilisten und einige Sanitäterinnen und Meldegängerinnen von den restlichen Gefangenen. Sie befahlen den inhaftierten Soldaten der Heimatarmee, sich neben dem Zaun am Rand der Böschung niederzuknien. Als einer der Aufständischen versuchte, einer Wache die Waffe wegzunehmen, erschossen die Polizisten der Schutzpolizei alle inhaftierten AK-Soldaten. Etwa 140 Gefangene fielen dem Massaker zum Opfer,
Weitere 98 Aufständische wurden nach dem Verlassen der Kanäle inhaftiert und in der Chocimska-Straße erschossen. Die Deutschen folterten die Gefangenen vor der Hinrichtung und zwangen sie, mit erhobenen Händen zu knien, und schlugen sie mit Gewehrkolben.

## Verantwortung der Täter
Am 8. August 1944, noch während des Aufstandes, wurde der SS-Untersturmführer Horst Stein, der vier Tage zuvor das Massaker in der Olesińska-Straße anführte, von Soldaten der Heimatarmee zufällig inhaftiert. Stein stand vor dem Feldgericht, das ihm zum Tode verurteilte. Das Urteil wurde vollstreckt.
Im Jahr 1954 verurteilte das Woiwodschaftsgericht in Warschau den SS-Brigadeführer Paul Otto Geibel, der die Einheiten der SS und der Polizei angeführt hatte, deren Soldaten in den ersten Augusttagen 1944 Verbrechen in Mokotów begangen hatten, zu lebenslanger Freiheitsstrafe. Geibel nahm sich am 12. Oktober 1966 im Mokotów-Gefängnis das Leben. Ludwig Hahn, Kommandeur der Sicherheitspolizei und des SD in Warschau, der zusammen mit Geibel den „Polizeidistrikt“ verteidigt hatte, lebte viele Jahre unter seinem richtigen Namen in Hamburg. Vor Gericht stand er erst im Jahr 1972. Nach einem einjährigen Verfahren wurde er zu zwölf Jahren Freiheitsstrafe verurteilt. Im Revisionsprozess erhöhte das Hamburger Landgericht die Strafe zu einer lebenslangen Haft (1975). Hahn wurde jedoch 1983 entlassen und starb drei Jahre später.
1980 fand das Gericht in Köln den SS-Obersturmführer Martin Patz, Kommandeur des SS-Panzergrenadier-Ersatz-Bataillons 3, für schuldig an der Ermordung von 600 Häftlingen des Mokotów-Gefängnisses und verurteilte ihn zu 9 Jahren Haft. Im selben Prozess wurde Karl Misling zu 4 Jahren Gefängnis verurteilt.